# Regiunea Maradi
Maradi este o regiune a Repubicii Niger.